# Ділан Гвін
Ділан Гвін (англ. Dilan Gwyn; нар.. 4 червня 1994, Стокгольм) — шведська актриса. Найбільш відома за роллю Вілла Фрост у телесеріалі «По той бік».

## Життєпис
Ділан Гвін народилася і виросла в Стокгольмі, Швеція. Після закінчення середньої школи, Гвін вивчала французьку в університеті Сорбонни в Парижі і кінематографію в Стокгольмському університеті, жила і працювала в Лондоні. У 2008 році вона була прийнята до Американської академії для проходження дворічної програми навчання драматичного мистецтва. Вона вчилася один рік в кампусі Лос-Анджелеса (де вона навчалася у Гарві Соліна, Джеймі Ніколса, Перрі Харта, Санді Массі, Джудіт Буханнон, Бренди Бек, Карен Хенсель) і один рік на території кампусу Нью-Йорк (де вона навчалася у Джекі Бартона, Тодда Пітерса, Ларрі К. Коллінза, Ліз Ортіс, Сьюзен Пілари, Дена Ренкіна).
Зараз вона проживає в Лондоні.

## Фільмографія
| Рік         |    | Українська назва            | Оригінальна назва     | Роль        |
| ----------- | -- | --------------------------- | --------------------- | ----------- |
| 2007        | кф |                             | Workshopen            |             |
| 2008        | кф | Сніговий ангел              | Snöänglar             | Друг        |
| 2011        | кф | Доставка                    | The Delivery          | Юна Рут     |
| 2011        | кф | Чорна кава                  | Black Coffee          | Ванесса     |
| 2012        | ф  |                             | Shoo bre              | Зейнеп      |
| 2012        | ф  | Пластиковий фільм           | Plastic Films         | Еріка       |
| 2014 — 2014 | с  | Демони Да Вінчі             | Da Vinci's Demons     | Яна         |
| 2014        | ф  | Дракула                     | Dracula Untold        | Гувернантка |
| 2015        | кф |                             | K7                    | Меріан      |
| 2015        | ф  | Там, де Атілла проходить... | Là où Atilla passe... | Ася         |
| 2017 — 2018 | с  | По той бік                  | Beyond                | Уілла Фрост |
| 2018        | ф  | Єретики                     | Heretiks              | Еліс Ленглі |
| 2018        | ф  | Червоний змій               | Red Snake             | Зара        |